# Heliamphora glabra
Heliamphora glabra este o specie de plante carnivore din genul Heliamphora, familia Sarraceniaceae, ordinul Ericales. A fost descrisă pentru prima dată de Bassett Maguire, și a primit numele actual de la Nerz, Wistuba och Amp; Hoogenstr.. Conform Catalogue of Life specia Heliamphora glabra nu are subspecii cunoscute.